# Marathon van Nagano 2010
De marathon van Nagano 2010 vond plaats op zondag 18 april 2010 in Nagano. Het was de twaalfde editie van deze marathon. 
De wedstrijd bij de mannen eindigde in een overwinning voor Nicholas Chelimo uit Kenia. Hij bleef met 2:10.24 zijn landgenoot Peter Kariuki bijna een minuut voor. Bij de vrouwen zegevierde Lisa Weightman uit Australië in 2:28.48. Zij had ruim drie minuten voorsprong op de Oekraïense Olena Burkovska.
Beide geslachten liepen onvoldoende snel om het parcoursrecord te verbeteren.

## Uitslagen
Mannen
| rang | naam               | land | tijd    |
| ---- | ------------------ | ---- | ------- |
| 1    | Nicholas Chelimo   | KEN  | 2:10.24 |
| 2    | Peter Kariuki      | KEN  | 2:11.30 |
| 3    | Shadrack Kiplagat  | KEN  | 2:12.49 |
| 4    | Masaru Takamizawa  | JPN  | 2:13.04 |
| 5    | Etsu Miyata        | JPN  | 2:13.19 |
| 6    | Anthony Wangeci    | KEN  | 2:14.49 |
| 7    | Tomohiro Seto      | JPN  | 2:15.26 |
| 8    | Abiyote Guta       | ETH  | 2:18.06 |
| 9    | Tomonori Onitsuka  | JPN  | 2:18.22 |
| 10   | Eric Wainana       | KEN  | 2:19.14 |
| 11   | Lamech Mokono      | KEN  | 2:19.53 |
| 12   | Hiroyuki Kamiguchi | JPN  | 2:19.54 |
| 13   | Tomoya Nagasawa    | JPN  | 2:20.24 |
| 14   | Yota Sanpei        | JPN  | 2:21.31 |
| 15   | Kentarou Itoh      | JPN  | 2:24.39 |

Vrouwen
| rang | naam              | land | tijd    |
| ---- | ----------------- | ---- | ------- |
| 1    | Lisa Weightman    | AUS  | 2:28.48 |
| 2    | Olena Burkovska   | UKR  | 2:31.53 |
| 3    | Eri Hayakawa      | JPN  | 2:33.05 |
| 4    | Kiyoko Shimahara  | JPN  | 2:34.46 |
| 5    | Irene Limika      | KEN  | 2:36.26 |
| 6    | Chinatsu Maruoka  | JPN  | 2:38.45 |
| 7    | Kate Smyth        | AUS  | 2:39.27 |
| 8    | Naoko Tsuchiya    | JPN  | 2:39.35 |
| 9    | Chihiro Tanaka    | JPN  | 2:42.39 |
| 10   | Miya Nishio       | JPN  | 2:43.15 |
| 11   | Yoshimi Hoshino   | JPN  | 2:44.00 |
| 12   | Chiyuki Mochizuki | JPN  | 2:44.51 |
| 13   | Miki Oka          | JPN  | 2:45.32 |
| 14   | Sumiko Gomi       | JPN  | 2:47.05 |
| 15   | Sarah Biss        | AUS  | 2:47.12 |

Shinmai-periode:

1958 ·
1959 ·
1960 ·
1961 ·
1962 ·
1963 ·
1964 ·
1965 ·
1966 ·
1967 ·
1968 ·
1969 ·
1970 ·
1971 ·
1972 ·
1973 ·
1974 ·
1975 ·
1976 ·
1977 ·
1978 ·
1979 ·
1980 ·
1981 ·
1982 ·
1983 ·
1984 ·
1985 ·
1986 ·
1987 ·
1988 ·
1989 ·
1990 ·
1991 ·
1992 ·
1993 ·
1994 ·
1995 ·
1996 ·
1997 ·
1998

Nagano-periode:

1999 ·
2000 ·
2001 ·
2002 ·
2003 ·
2004 ·
2005 ·
2006 ·
2007 ·
2008 ·
2009 ·
2010 ·
2011 ·
2012 ·
2013 ·
2014 ·
2015 ·
2016 ·
2017